# Háďátko obecné
Háďátko obecné (Caenorhabditis elegans) je volně žijící nepatogenní půdní červ z kmene hlístic. Háďátko žije v půdě po celém světě a je významným modelovým organismem, jehož výzkum započal v roce 1974. Tento druh se stal významným nástrojem molekulární a vývojové biologie. Jedná se rovněž o první mnohobuněčný organismus, u něhož byl osekvenován kompletní genom. Rovněž byl poprvé u tohoto druhu prezentován fenomén RNA interference. Tito tvorové také dokázali přežít havárii raketoplánu Columbia.
Tento organismus je významný jako modelový také pro robotiku, kybernetiku, bioniku a umělou inteligenci: Dospělec má totiž přesně 302 neuronů,  což je dostatečně malý počet, aby tento organismus šlo virtualizovat a syntetizovat v celé jeho funkčnosti. I tak je však systém vazeb buněk i v tomto malém organismu velmi komplexní, výzkum bude probíhat ještě dlouho.